# بيوتالبيتال/أسيتامينوفين
بوتالبيتال / أسيتامينوفين بالاسم التجاري بوتاباب من بين أدوية أخرى ، وهو دواء مركب يستخدم لعلاج صداع التوتر والصداع النصفي . أنه يحتوي على بوتالبيتال ، و الباربيتورات والباراسيتامول (اسيتامينوفين)، وهو مسكن . تُباع الإصدارات التي تحتوي على مادة الكافيين أيضًا تحت الاسم التجاري فيوريسيت من بين آخرين. يؤخذ عن طريق الفم. تُباع المجموعة أيضًا مع الكودايين.
تشمل الآثار الجانبية الأكثر شيوعًا النعاس والدوخة وصعوبة التنفس وآلام البطن. قد تشمل الآثار الجانبية الشديدة الأخرى مشاكل الكبد والارتباك والإدمان وردود الفعل التحسسية . الاستخدام المتكرر قد يؤدي إلى صداعالإفراط في استخدام الأدوية . قد يحدث انسحاب الباربيتورات إذا توقف بسرعة بعد الاستخدام طويل الأمد. لا ينصح بالاستخدام بشكل عام أثناء الحمل أو الرضاعة الطبيعية .
تمت الموافقة على هذه التركيبة للاستخدام الطبي في الولايات المتحدة في عام 1984. وهي متوفرة كدواء عام . في الولايات المتحدة ، تبلغ تكلفة الجملة حوالي 1.20 دولارًا أمريكيًا للجرعة اعتبارًا من عام 2019. في عام 2017 ، كان الدواء رقم 187 الأكثر شيوعًا في الولايات المتحدة ، مع أكثر من ثلاثة ملايين وصفة طبية. في الولايات المتحدة هي مادة خاضعة للرقابة في الجدول الثالث  في بعض الولايات ولكن ليس فيدرالياً. وهو محظور في عدد من الدول الأوروبية.